# Nikolàievka (Atkarsk)
Nikolàievka - Николаевка (rus) - és un poble de l'óblast de Saràtov, a Rússia, segons el cens del 2010 tenia 81 habitants. Pertany al districte municipal d'Atkarsk.